# Машина-привид
«Машина-привид; Примарна машина» (Ghost Machine) — британський науково-фантастичний фільм, знятий режисером Крісом Гартвіллом за сценарієм Свена Г'юза та Малахі Сміта.

## Про фільм
Зв'язану жінку доставляють до якоїсь в'язниці, якою керують британські військові.
Дев'ять років потому військові техніки та гравці відеоігор проводять тренування для кількох кандидатів у спецпризначенці.
Вони таємно перевозять свою надсекретну програму віртуальної війни до закинутої в'язниці, щоб експериментувати з нею, використовуючи двох кандидатів.
Те, що спочатку мало викликати стресові ситуації, стає смертельною реальністю. Мстивий аутсайдер маніпулював програмним забезпеченням і викрав їх.
Коли напарник Джесс дізнається про це, вони починають, здавалося б, безнадійну рятувальну місію. Але їх також втягує у віртуальний світ. Світ, який може бути таким же смертоносним, як і справжня війна.

## Знімались
| Актор                 | Роль        |
| --------------------- | ----------- |
| Шон Феріс             | Том         |
| Рейчел Тейлор         | Джесс       |
| Люк Форд              | Вік         |
| Річард Дормер         | Таггерт     |
| Джонатан Гарден       | Бенні       |
| Халла Вільяльмсдоттір | ув'янена К  |
| Джошуа Даллас         | Брегг       |
| Крістен Каммінгс      | пірнальниця |